# القلب الكبير (فلم)
القلب الكبير (بالإنجليزية: A Mighty Heart) هو فيلم دراما تم إنتاجه في الولايات المتحدة الأمريكية سنة 2007. الفيلم من إخراج مايكل ونت بوتمب، وهذا الفيلم من بطولة أنجلينا جولي وعرفان خان.
.

## القصة
حدثت القصة الفيلم في عام 2003 في باكستان بالقرب من الحدود الأفغانية.الفيلم مستوحي من قصة حقيقية

## الميزانية والإيرادات
بلغت تكلفة إنتاج الفيلم حوالي 16 مليون دولار بينما حقق أرباحا تقدر بـ 18,935,657 دولار.

## روابط خارجية
- مقالات تستعمل روابط فنية بلا صلة مع ويكي بيانات